# Phytoecia atripennis
Phytoecia atripennis là một loài bọ cánh cứng trong họ Cerambycidae.